# Спілка єврейських поліцейських
«Спілка єврейських поліцейських» (англ. The Yiddish Policemen's Union) — роман американського письменника єврейського походження Майкла Шабона. Є детективною історією, вписаною в альтернативну історичну реальність, засновану на передумові, що під час Другої світової війни, тимчасове поселення для єврейських біженців було створене в Сітці, на Алясці в 1941 році, і на тому, що держава Ізраїль зруйнована в 1948 році. У романі дія відбувається в Сітці, яку автор описує як велику метрополію, що говорить на їдиш.
Твір отримав премію «Неб'юла» за найкращий роман, премію «Локус» за найкращий науково-фантастичний роман, а також премію «Г'юґо» за найкращий роман. У 2008 році брати Коен оголосили про бажання поставити фільм за книгою (з адаптованим сценарієм).